# St. Jude Children’s Research Hospital

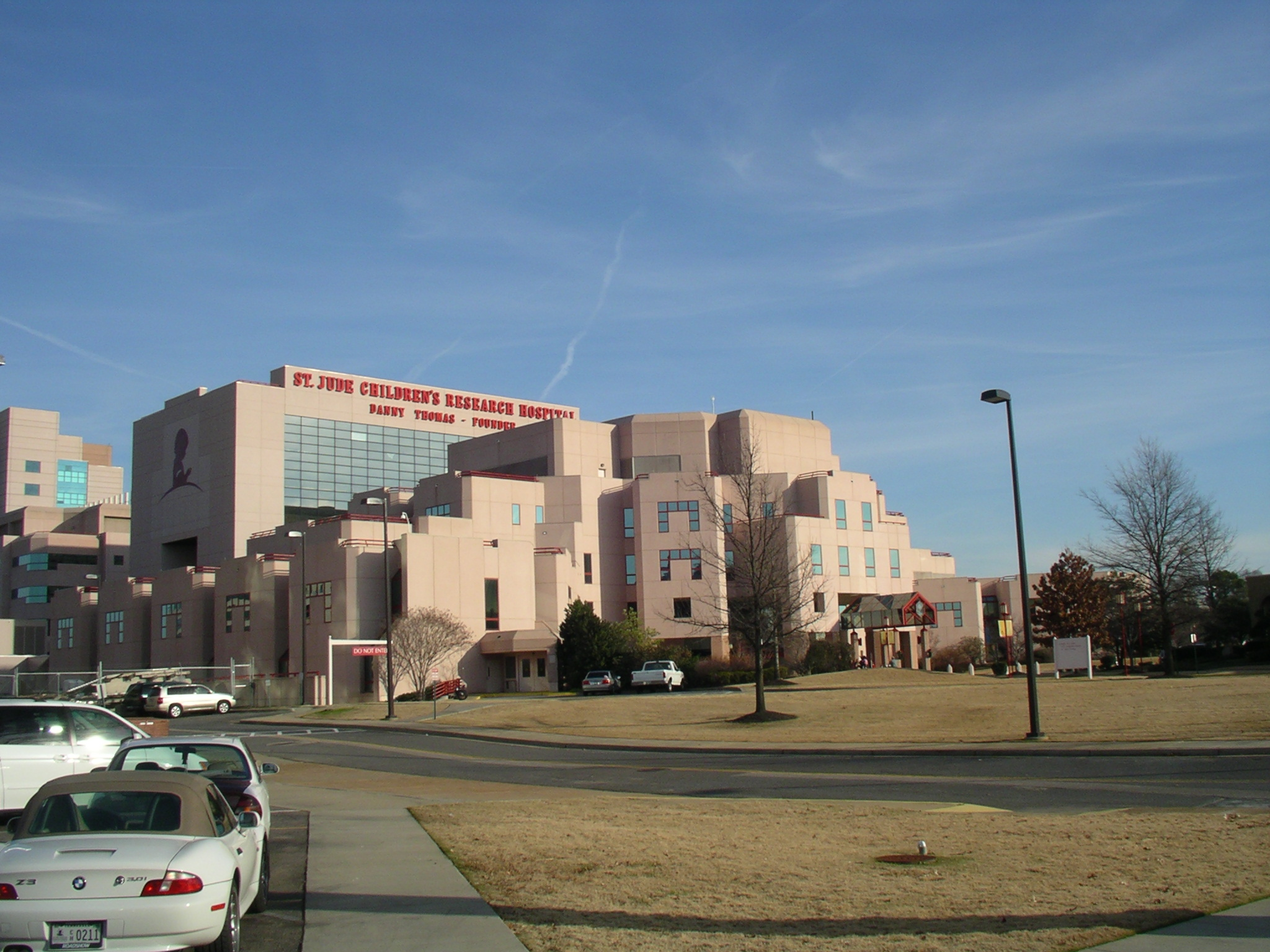
Hauptgebäude von St. Jude’s

Das St. Jude Children’s Research Hospital ist ein weltbekanntes und führendes Krankenhaus für maligne Erkrankungen, insbesondere akute Leukämien, bei Kindern. Es wurde 1962 durch eine Stiftung, initiiert von dem Schauspieler und Comedian Danny Thomas, in Memphis im US-Bundesstaat Tennessee gegründet. Am St. Jude’s wurden viele wegweisende Therapiestudien zu Krebserkrankungen bei Kindern durchgeführt.

## Gründungsgeschichte
St. Jude Children’s Research Hospital wurde am 4. Februar 1962 durch Danny Thomas gegründet. Das Gebäude war durch den Architekten Paul R. Williams entworfen worden. Der Name bezieht sich auf den christlichen Heiligen Judas Thaddäus, der als Schutzpatron und Helfer in verzweifelten Lebenssituationen und scheinbar ausweglosen Lagen gilt. In einer solchen persönlichen Lebenssituation hatte sich Danny Thomas in einem früheren Lebensabschnitt befunden und hatte damals den heiligen Judas Thaddäus um Hilfe angerufen. Dieser Hilferuf wurde nach seinem Empfinden erhört und er stieg von einem kleinen Nachtclub-Unterhalter zu einem bekannten Fernseh-Entertainer auf, dessen Show „Make Room for Daddy“ zwischen 1953 und 1964 landesweit erfolgreich war. Als Dank für diese Hilfe beschloss er, eine Stiftung zur Hilfe für krebskranke Kinder zu gründen, die sich damals bei Diagnosestellung ebenfalls in einer weitgehend hoffnungslosen Situation befanden. Im Jahr 1957 gründete er die American Lebanese Syrian Associated Charities (ALSAC; Amerikanische syrisch-libanesische Wohlfahrtsorganisation), die als Fundraising-Organisation diente. 1962 konnte aus den gesammelten Spendengeldern das St. Jude Children’s Research Hospital in Memphis (Tennessee) eröffnet werden. Ursprünglich hatte Danny Thomas an eine Gründung in Chicago gedacht, er ließ sich jedoch überzeugen, dass dort bereits gute Kinderkrankenhäuser existierten, während die Südstaaten immer noch großen Bedarf dafür hatten.

## Das erste Jahrzehnt
St. Jude’s startete 1962 mit einem Jahresbudget von 1 Million US$ und 125 Angestellten. Erster Direktor von St. Jude’s wurde Donald Pinkel. Im ersten Jahrzehnt konzentrierten sich die Anstrengungen in Behandlung und Forschung maßgeblich auf die akute lymphatische Leukämie (ALL), die die häufigste bösartige Erkrankung im Kindesalter darstellt. Die Heilungsraten bei ALL bei Kindern lagen Anfang der 1960er Jahre bei etwa 5–10 %. Die größte an St. Jude’s erbrachte Leistung war die Initiierung von großen multizentrischen Therapiestudien (die Total Therapy-Studien), in denen systematisch bestimmte Therapieelemente ausprobiert und wissenschaftlich ausgewertet wurden. Dabei waren erhebliche Schwierigkeiten zu bewältigen. Ein großes Problem waren ZNS-Rezidive, die schließlich durch Einführung einer ZNS-Bestrahlung und intrathekalen Chemotherapie weitgehend in den Griff bekommen werden konnten. Des Weiteren war der weit verbreitete therapeutische Pessimismus zu überwinden. Viele Kinderärzte sträubten sich dagegen, den erkrankten Kindern schwere toxische Therapien zuzumuten, da diese deren Leiden nur verlängern würden. Rückschläge bei verschiedenen Therapien blieben auch nicht aus. Jedoch lag die Überlebensrate von Kindern mit ALL Anfang der 1970er Jahre schon bei 50 %. St. Jude’s wurde auch zum Vorbild für ähnliche große Therapiestudien, insbesondere in Deutschland, die in den 1970er Jahren begannen.

## Heutige Situation
Heute verfügt St. Jude’s über ein Jahresbudget von 400 Millionen US$ und 3.400 Angestellte. Die Einrichtung ist weiterhin nicht-kommerziell organisiert. Kinder, deren Eltern bzw. deren Versicherung die Kosten der sehr teuren Behandlung nicht aufbringen können, werden umsonst behandelt. Auch das ist eine außergewöhnliche Situation im US-amerikanischen Gesundheitssystem. Die enormen Kosten sind nur durch zahlreiche Spendenkampagnen aufzubringen. St. Jude’s zählt in Rankings regelmäßig zu den besten Einrichtungen seiner Art. 1996 erhielt Peter Doherty, der an St. Jude's forschte, den Nobelpreis für Medizin für seine Forschungen zum Immunsystem zugesprochen.

## Bisherige Direktoren
- Donald Pinkel (1962–1973)
- Alvin Mauer (1973–1983)
- Joseph Simone (1983–1992)
- Arthur W. Nienhuis (1993–2004)
- William E. Evans (seit 2004)